# Jeton Kelmendi
 (avril 2013).
Jeton Kelmendi (né le 27 novembre 1978 à Pejë au Kosovo) est un écrivain albanais.

## Biographie
Né en 1978 dans la ville de Pejë au Kosovo, Jeton Kelmendi y termine ses études primaires et secondaires. Il poursuit sa formation à l'université de Pristina où il obtient un diplôme en communication de masse. Il termine ses études supérieures à l'université libre de Bruxelles en sécurité internationale.
Il obtient une deuxième maîtrise en diplomatie. Depuis de nombreuses années, il écrit des poésies, des œuvres en prose et des essais. Il collabore régulièrement à de nombreux journaux en Albanie et à l'étranger avec des articles traitant de différents sujets : culture, politique, affaires internationales.

Jeton Kelmendi devient bien connu au Kosovo après la sortie, en 1999, de son premier livre intitulé : « Le siècle des promesses » (« Shekulli i Premtimeve »).
Il publie ensuite une série d’autres ouvrages. Ses poèmes sont traduits en plus de vingt-deux langues et publiés dans diverses anthologies de littérature internationale.
Il est membre de plusieurs clubs internationaux de poésie. Il contribue à des revues littéraires et culturelles en Angleterre, en France, en Roumanie, etc.
Jeton Kelmendi est vétéran de la guerre de libération du Kosovo (1998-1999).
Il vit et travaille à Bruxelles.

## Œuvres

### Poésie
- Le siècle des promesses, Rilidja, Prishtina, 1999[1],[2]
- Par-delà le silence, Faik Konica, Pristina, 2002
- Peut-être à la mi-journée, Faik Konica, Pristina, 2004
- Donne-moi un peu du pays, Faik Konica, Pristina, 2005
- Où vont les événements, Ombra GVG, Tirana, 2007
- Tu viens pour le bruit du vent, (sélection)Globus R, Tirana, 2008
- Le temps lorsqu’il aura du temps, Ideart, Tirana, 2009[3],[4]
- Le baptême de l’esprit, (sélection), 2012
- J'appelle des choses oubliée, (sélection), 2013

### Drame
- Le jeu et l'anti-jeu, 2011[réf. nécessaire]

### Sciences politiques
- Mission de l’EU au Kosovo après l’indépendance 2010, États-Unis
- Mauvais temps pour la connaissance 2011, Pristina, Kosovo
- OTAN-EU missions, coopératif ou compétitif, Tirana, Albanie 2012,

## Distinctions
- Grand prix international Solenzara de poésie, Paris, France[5]
- Grand prix national Mitingu, Gjakova, Kosovo, 2011[réf. nécessaire]
- Docteur honoris causa de l'Institut des études ukrainiennes et caucasiennes de l'Académie des sciences d'Ukraine
- Grand prix international « Nikolaj Gogol », UKraine, 2013
- Grand prix international « Alexander the Great », Grèce, 2013
- Grand prix international « World Poetry », 3e place à Sarajevo, Bosnie-et-Herzégovine, 2013
- Grand prix international « Ludwig Nobel » du PEN Club oudmurtien, Oudmurtie, Russie[6]